# Prefectura Rethimno
Rethimno (în greacă Ρέθυμνο) este o prefectură greacă, situată în insula Creta. Reședința sa este Rethymnon.

## Municipalități și comunități
| Municipalitate  | Cod YPES | Reședință (dacă e diferită) | Cod poștal | Cod zonal    |
| --------------- | -------- | --------------------------- | ---------- | ------------ |
| Anogeia         | 4401     |                             | 740 51     | 28340        |
| Arkadi          | 4402     | Adele                       | 741 00     | 28310-8      |
| Foinikas        | 4411     | Sellia                      | 740 60     | 28320-3      |
| Geropotamos     | 4403     | Perama                      | 740 52     | 28340-2      |
| Kouloukonas     | 4404     | Garazo                      | 740 54     | 28320-4      |
| Kourites        | 4405     | Fourfouras                  | 740 62     | 28330-4      |
| Lampi           | 4406     | Spili                       | 740 66     | 28320-2      |
| Lappa           | 4407     | Episkopi                    | 740 55     | 28310-6      |
| Nikiforos Fokas | 4408     | Gonia                       | 741 00     | 28310-3      |
| Rethymnon       | 4409     |                             | 741 00     | 28310-2 la 9 |
| Syvritos        | 4410     | Agia Foteini                | 740 61     | 28330-2      |